# Tour der australischen Rugby-Union-Nationalmannschaft nach Großbritannien und Italien 1988
| Tour der Wallabies nach Großbritannien und Italien 1988 | Tour der Wallabies nach Großbritannien und Italien 1988 | Tour der Wallabies nach Großbritannien und Italien 1988 | Tour der Wallabies nach Großbritannien und Italien 1988 | Tour der Wallabies nach Großbritannien und Italien 1988 |
| Übersicht                                               | S                                                       | G                                                       | U                                                       | N                                                       |
| ------------------------------------------------------- | ------------------------------------------------------- | ------------------------------------------------------- | ------------------------------------------------------- | ------------------------------------------------------- |
| Test Matches                                            | 03                                                      | 02                                                      | 0                                                       | 1                                                       |
| Sonstige Spiele                                         | 12                                                      | 09                                                      | 0                                                       | 3                                                       |
| Gesamt                                                  | 15                                                      | 11                                                      | 0                                                       | 4                                                       |
|                                                         |                                                         |                                                         |                                                         |                                                         |
| England                                                 | 01                                                      | 0                                                       | 0                                                       | 1                                                       |
| Italien                                                 | 01                                                      | 1                                                       | 0                                                       | 0                                                       |
| Schottland                                              | 01                                                      | 1                                                       | 0                                                       | 0                                                       |

Die Tour der australischen Rugby-Union-Nationalmannschaft nach Großbritannien und Italien 1988 umfasste eine Reihe von Freundschaftsspielen der Wallabies, der Nationalmannschaft Australiens in der Sportart Rugby Union. Das Team reiste von Oktober bis Dezember 1988 durch Großbritannien und Italien. Während dieser Zeit bestritt es 15 Spiele, darunter drei Test Matches gegen die Nationalmannschaften von England, Wales und Italien. Das Test Match gegen England ging verloren, die beiden anderen endeten mit australischen Siegen. In den übrigen Spielen gegen Auswahlteams kamen drei weitere Niederlagen hinzu.

## Spielplan
- Hintergrundfarbe grün = Sieg
- Hintergrundfarbe rot = Niederlage

(Test Matches sind grau unterlegt; Ergebnisse aus der Sicht Australiens)
| #  | Datum             | Gegner                        | Ort       | Stadion                    | Ergebnis |
| -- | ----------------- | ----------------------------- | --------- | -------------------------- | -------- |
| 01 | 15. Oktober 1988  | London Division               | London    | Twickenham Stadium         | 10:21    |
| 03 | 19. Oktober 1988  | Northern Division             | Otley     | Cross Green                | 9:15     |
| 03 | 22. Oktober 1988  | England U25                   | Sale      | Heywood Road               | 37:9     |
| 04 | 26. Oktober 1988  | South and South West Division | Bristol   | Memorial Ground            | 10:26    |
| 05 | 29. Oktober 1988  | Midlands Division             | Leicester | Welford Road Stadium       | 25:18    |
| 06 | 01. November 1988 | English Students              | Cambridge | Grange Road                | 36:13    |
| 07 | 05. November 1988 | England                       | London    | Twickenham Stadium         | 19:28    |
| 08 | 09. November 1988 | Edinburgh District            | Edinburgh | Myreside Stadium           | 25:19    |
| 09 | 12. November 1988 | South of Scotland             | Hawick    | Mansfield Park             | 29:4     |
| 10 | 15. November 1988 | North and Midlands            | Dundee    |                            | 37:17    |
| 11 | 19. November 1988 | Schottland                    | Edinburgh | Murrayfield Stadium        | 32:13    |
| 12 | 22. November 1988 | Combined Services             | Aldershot | Aldershot Military Stadium | 48:7     |
| 13 | 26. November 1988 | Barbarians                    | Cardiff   | Cardiff Arms Park          | 40:22    |
| 14 | 30. November 1988 | Italien B                     | Prato     | Stadio Lungobisenzio       | 26:18    |
| 15 | 03. Dezember 1988 | Italien                       | Rom       | Stadio Flaminio            | 55:6     |

## Test Matches
| 5. November 1988 14:30 WEZ | England                                                                            | 28 : 19       | Australien                                                               | Twickenham Stadium, London Zuschauer: 65.000 Schiedsrichter: David Bishop (Neuseeland) |
| 5. November 1988 14:30 WEZ | Versuche: Halliday Morris Underwood (2) Erhöhungen: Webb (3) Straftritte: Webb (2) | (9:9) Bericht | Versuche: Campese Grant Leeds Erhöhungen: Lynagh (2) Straftritte: Lynagh | Twickenham Stadium, London Zuschauer: 65.000 Schiedsrichter: David Bishop (Neuseeland) |

Aufstellungen:
- England: Paul Ackford, Rob Andrew, Will Carling , Wade Dooley, Dave Egerton, Simon Halliday, Andy Harriman, Brian Moore, Dewi Morris, Jeff Probyn, Paul Rendall, Dean Richards, Andy Robinson, Rory Underwood, Jon Webb 
 Auswechselspieler: John Buckton
- Australien: Bill Campbell, David Campese, Michael Cook, Steve Cutler, Nick Farr-Jones , Julian Gardner, Brad Girvan, James Grant, Mark Hartill, Thomas Lawton, Andrew Leeds, Michael Lynagh, Andy McIntyre, Jeffrey Miller, Steve Tuynman

| 19. November 1988 | Schottland                                                                       | 13 : 32        | Australien                                                                                 | Murrayfield Stadium, Edinburgh Zuschauer: 51.245 Schiedsrichter: David Bishop (Neuseeland) |
| 19. November 1988 | Versuche: G. Hastings Robertson Erhöhungen: G. Hastings Straftritte: G. Hastings | (3:15) Bericht | Versuche: Campese (2) Gourley T. Lawton (2) Erhöhungen: Lynagh (3) Straftritte: Lynagh (2) | Murrayfield Stadium, Edinburgh Zuschauer: 51.245 Schiedsrichter: David Bishop (Neuseeland) |

Aufstellungen:
- Schottland: Gary Armstrong, Gary Callander , Alister Campbell, Richard Cramb, Damian Cronin, Matt Duncan, Gavin Hastings, Scott Hastings, John Jeffrey, Iain Milne, Iain Paxton, Keith Robertson, David Sole, Iwan Tukalo, Derek White 
 Auswechselspieler: Graham Marshall
- Australien: David Campese, Michael Cook, Steve Cutler, Nick Farr-Jones , Damien Frawley, Timothy Gavin, Scott Gourley, Robert Lawton, Thomas Lawton, Andrew Leeds, Michael Lynagh, Andy McIntyre, Jeffrey Miller, Acura Niuqila, Lloyd Walker 
 Auswechselspieler: Brad Burke

| 3. Dezember 1988 | Italien                     | 6 : 55         | Australien                                                                                        | Stadio Flaminio, Rom Zuschauer: 12.000 Schiedsrichter: Patrick Robin (Frankreich) |
| 3. Dezember 1988 | Straftritte: Bettarello (2) | (0:33) Bericht | Versuche: Campese (3) Gourley Leeds Lynagh Niuqila (3) Erhöhungen: Lynagh (8) Straftritte: Lynagh | Stadio Flaminio, Rom Zuschauer: 12.000 Schiedsrichter: Patrick Robin (Frankreich) |

Aufstellungen:
- Italien: Rodolfo Ambrosio, Stefano Barba, Franco Berni, Stefano Bettarello, Corrado Covi, Carlo de Biase, Roberto Favaro, Marzio Innocenti , Tito Lupini, Francesco Pietrosanti, Pietro Reale, Guido Rossi, Moreno Trevisiol, Luigi Troiani, Edgardo Venturi 
 Auswechselspieler: Sergio Appiani, Daniele Tebaldi
- Australien: David Campese, Michael Cook, Steve Cutler, Nick Farr-Jones , Damien Frawley, Scott Gourley, Mark Hartill, Thomas Lawton, Andrew Leeds, Michael Lynagh, Andy McIntyre, Jeffrey Miller, Acura Niuqila, Steve Tuynman, Lloyd Walker 
 Auswechselspieler: Timothy Gavin